# 신저우구 (상라오시)
신저우구(중국어: 信州区, 병음: Xìnzhōu Qū)는 중화인민공화국 장시성 상라오 시의 현급 행정구역이다. 넓이는 308km2이고, 인구는 2007년 기준으로 380,000명이다.

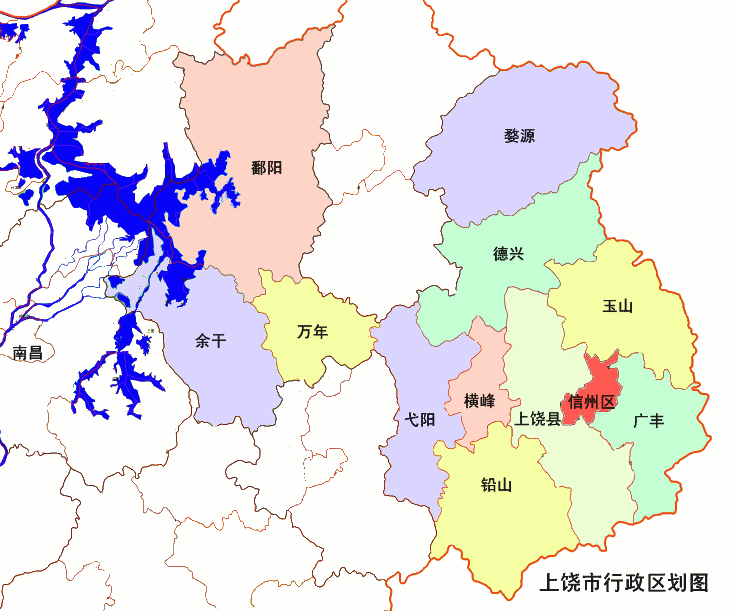

## 기후
연평균 기온은 17.8°C이고 연평균 강수량은 1720mm이다.

## 행정 구역
6개 가도, 1개 진, 2개 향을 관할한다.
- 가도: 东市街道, 西市街道, 北门街道, 水南街道, 茅家岭街道, 灵溪街道；
- 진: 沙溪镇
- 향: 秦峰乡, 朝阳乡.